# Kvarnaberget
Kvarnaberget este o arie protejată (arie specială de conservare — SAC, sit de importanță comunitară — SCI) din Suedia întinsă pe o suprafață de 6,8 ha, integral pe uscat.

## Localizare
Centrul sitului Kvarnaberget este situat la coordonatele 56°38′55″N 13°06′36″E / 56.6487°N 13.1099°E.

## Înființare
Situl Kvarnaberget a fost declarat sit de importanță comunitară în ianuarie 1998 pentru a proteja un număr necunoscut de specii din flora spontană și fauna sălbatică aflate în arealul zonei. Situl a fost protejat și ca arie specială de conservare în martie 2011.

## Biodiversitate
Situată în ecoregiunile boreală și continentală, aria protejată conține 1 habitat natural: Păduri acidofile de stejar bătrân cu Quercus robur pe câmpii nisipoase.
La baza desemnării sitului se află un număr nedeclarat de specii protejate.